# グランド・ホテル・ヨーロッパ

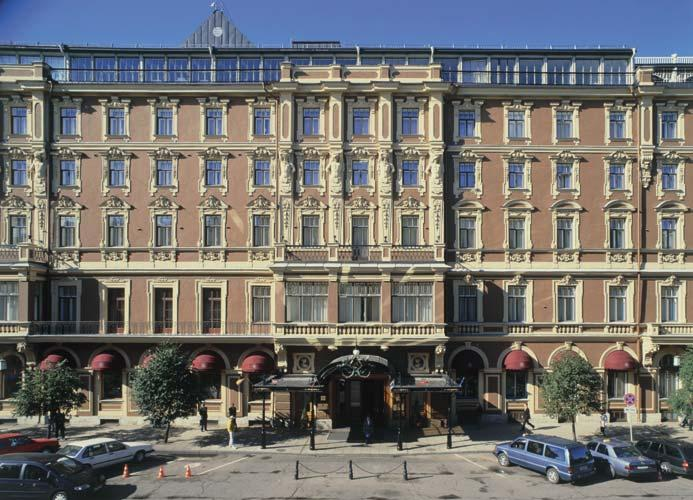
グランド・ホテル・ヨーロッパ

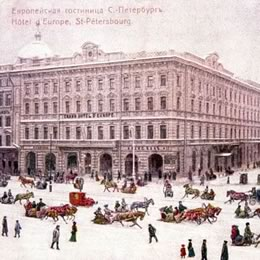
グランド・ホテル・ヨーロッパは、ネフスキー大通りとミハイロフスカヤ通りが交差する場所にある。

グランド・ホテル・ヨーロッパ（Гранд Отель Европа、Grand Hotel Europe）は、ロシア、サンクトペテルブルクにあるホテル。
ホテル・アストリア、ネフスキー・パレスと並ぶ5つ星ホテル。1991年まで、ホテル・エフロペイスカヤ Hotel Evropeiskayaの名称で知られていた。
創業は、1875年1月28日である。
アールヌーボーの内装・調度は、大理石や金がふんだんに使われた豪奢なもので、19世紀ヨーロッパでもっとも大きなグランドホテルの一つであった。このグランド・ホテル・ヨーロッパには、ヨーロッパ社交界の数多くの名士が集い宿泊した。
主な利用者、宿泊客としては、ツルゲーネフ、チャイコフスキー、ドビュッシー、ハーバート・ジョージ・ウェルズ、ストラヴィンスキー、グスタフ5世 (スウェーデン王)、エルトン・ジョン、ジャック・シラクなどがいる。また、これとは別に、1995年007 ゴールデンアイでホテルが出た。
1989年から1991年にかけて、リフォームされている。